# Metaxurgio

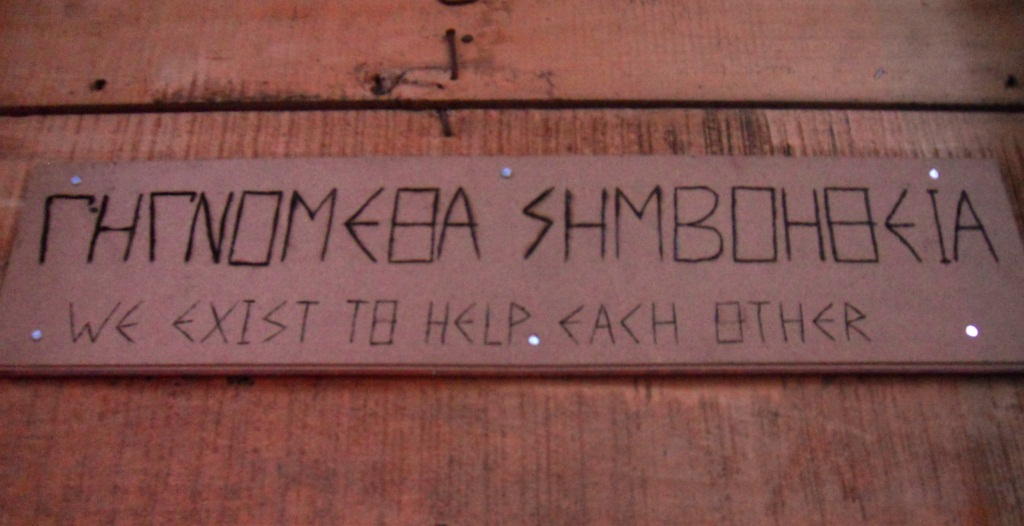
Senyals anónimes subratllen el carácter artístic del barri.

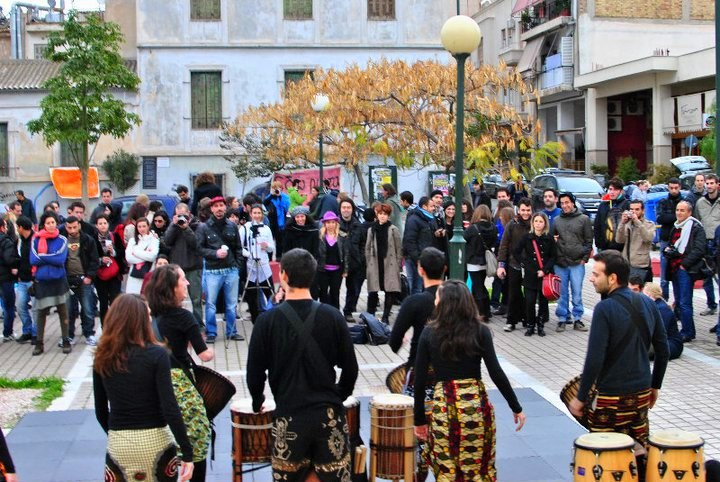
Els festivals i l'improvitzacio dels artistes conviden a la gent a a Avdi Square al cor de Metaxourgeio.

Metaxurgio (grec: Μεταξουργείο) és un barri d'Atenes, a Grècia. Està situat prop dels barris de Kolono i Kerameikos, a pocs carrers del renovat barri de Gazi.
Metaxurgio és freqüentment descrit com un barri en transició. Degut a l'abandonament sofert a finals del S. XX, Metaxourgeio ha començat a definir-se com un important centre artístic de la ciutat amb l'obertura de diferents galeries, museus i moderns restaurants i cafeteries. Per altra banda, els esforços locals per embellir i millorar aquesta àrea, han contribuït fortament a la creació d'un sentit comunitari molt lligat amb l'expressió artística.

## Història
Metaxurgio va ser construït sobre l'àrea del Dimosio Sima, l'antic cementiri d'il·lustres personatges de la ciutat d'Atenes. Durant anys va ser una àrea bàsicament rural i pertanyia a l'extraradi. Va ser a partir de la construcció, a principis del S. XIX, de la fàbrica de Metaxurgio que aquest districte va començar a considerar-se com a part de l'àrea urbana de la ciutat d'Atenes. En el transcurs del creixement de la ciutat d'Atenes, Metaxurgio es va convertir, a finals del S. XIX, en un barri pròsper de classe obrera compost en la seva majoria d'artesans, comerciants i petits propietaris. La població de Metaxurgio va continuar creixent, mantenint el seu perfil de classe obrera, fins a principis de l'any 1970, període en què trobarem un fort decreixament de la població a la ciutat d'Atenes perquè molts dels habitants es van traslladar a les ciutats de la regió fugint de la capital. L'abandonament dels edificis d'aquest barri i la falta de regulacions restrictives de tràfic accentuaren encara mès aquesta tendència a Metaxourgio. Aquesta imatge d'abandonament es va mantenir durant la dècada dels 80, sumada a les escasses possibilitats de feina en aquesta zona. A principis del S. XXI, la població de Metaxurgio va continuar estabilitzant-se. A aquest fet va afavorir la gran influéncia d'immigrants que es va donar durant aquest període, així com l'arribada al barri, d'una quantitat considerable de residents de classe mitjana que van trobar a Metaxurgio uns lloguers assequibles en un lloc proper als punts de major interès de la ciutat d'Atenes. Les millores realitzades a Atenes durant els jocs Olímpics del 2004 es van apreciar també al barri de Metaxurgio, fet que va animar els nous grups socials de classe econòmica més elevada a traslladar-se a aquest barri.

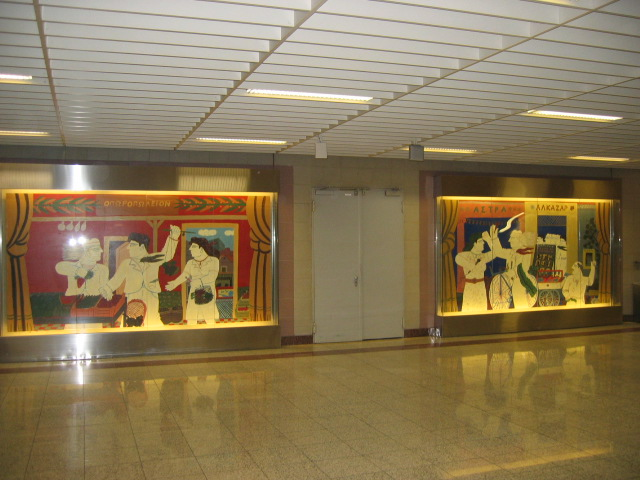
Obres de Alekos Fassianos situada a l'estació metropolitana.

## Gent
Alekos Fassianos (nascut el 1935) va ser un reconegut i respectat pintor grec del qual el seu treball "El mite del meu veinat" està exposat a l'estació de metro de Metaxourgeio, i ens condueix a un món ple de colors i imatges d'una altra era. Des de la seva primera exposició a Atenes el 1959, ha fet més de 70 exposicions personals a París, Atenes, Thessaloniki, Mila, Nova York, Londres, Tòquio, Beirut, Hamburg, Munici en altres parts del món. A part de la pintura ha treballat sobre la creació de cartells, la il·lustració de llibres i diverses publicacions a Grècia i a l'estranger.
Anthony Samarakis nascut a Atenes el 1919. Va estudiar dret a la Universitat d'Atenes. Amb la gran activitat social que tenia, ell era un dels grecs més famosos, tant per ser escriptor com per ser un ciutadà actiu.
Vicky Moscholiouera una famosa cantant grega nascuda en el barri de Metaxurgio, a Atenes, i cantant des de 1943. Era comunament descrita com que tenia una veu "diferent". Va arribar al punt més alt de la seva carrera el 1964 amb la cançó de Stavros Xarhakos "Hathike a feggari" (la lluna està perduda), que va ser compost per la pel·lícula "Lola". Dos dels seus grans exits van donar nom a clubs nocturns a Atenes, "Deilina" i "Ximeromata"). Ella era una de las primeres a Grècia a cantar tant en clubs de la nocturns com a concerts, i també va cantar als tribunals reals de Grècia, de Pèrsia i de Jordània. Era també una de les primeres actrius a cantar amb solidaritat a un país, Chipre.
Giorgos Zampetas Nascut el 1925 a Metaxourgeio i acreditat com un dels més grans artistes bouzouki, així com a compositor i cantant. Va mostrar interés musical des d'una edat molt jove, en secret tocant el seu bouzouki a la perrquería del seu pare. A l'edat de 7 anys va guanyar una competició de l'escolta tocant la seva primera canço.
Tassos Livaditis (Abril 1922-Octubre de 1988) era un poeta nascut a Metaxurgio. La seva poesia com la seva lírica com a músic el van fer famós.Mikis Theodorakis.
Sotiris Spatharis va néixer a l'illa de Santorini el 1892. En una edat molt jove es va traslladar al barri de Metaxurgio d'Atenes, on va aprendre l'art del teatre d'ombres de Theodoros Theodorellos, una musa de Mimaros. El 1950, la ciutat va començar a escriure les seves memòries, publicades el 1960 donant als historiadors molt material sobre els orígens i el desenvolupament del teatre de les ombres. Va morir el 17 d'abril de 1974, sostenint fort als seus braços una figura de Pasha.
Aristomenis Provelengios (1914-1999) va ser un arquitecte grec famós que va emergir el 1962, com a president de l'Institut Hel·lènic d'arquitectes. Els seus treballs encara poden ser vistos a l'AU Revoir, sobre el carrer Patission, en una de les últimes velles barres de cafeteria, un petit monument de record quan kypseli era el lloc per estar i una popular parada per prendre alguna cosa en sortir del teatre.
G. Tsakiris és definit com "L'home de negocis que va ensenyar als grecs a menjar patates fregides" El 1954 començar la producció de les seves patates fregides al seu pis on vivia de 2x3 metres quadrats. El 2003 la seva empresa era tant productiva que va ser comprada per la coneguda marca Coca-Cola.
Marika Kotopouli (3 de maig de 1887 - 3 de setembre de 1954) és una notable actriu d'Atenes. Era una de quatre noies a la seva família, i juntament amb els seus pares van fundar la companyia "El progrés de la companyia". L'esmentada companyia no era una companyia tancada, tots els nens excepte Marika van ser artistes rellevants. A l'edat de 14 anys, ja havia rebut la crítica de la comunitat d'interpretació, i el 1901 va deixar la companyia de la seva família per actuar am la Tropo Real, la companyia rival.
Cap al 1908 va establir la seva pròpia companyia de teatre, actuant per primer cop amb la funció "la Companyia Marika Koopouli". El 1912 va llogar el Teatre Omónia, que durant aquest temps va ser anomenat Teatre Kotopouli. El 1921 va tenir l'honor de rebre la Creu d'Or de l'Orde de Jordi I i de les arts del Ministeri d'Educació i el premi de les lletres el 1923. El 1933 va actuar en una sola producció, que era una pel·lícula grega-turca, titulada "Kakos dromos" o "El mal camí" en catala. El 1936 un nou teatre, el Rex Theater Kotopouli va ser construït per la seva companyia sobre el famós carrer de Panepistimiou, i encara es fa servir avui en dia. El 1951 el premio Marika Kotopouli va ser fundat per concedir-lo en honor dels actors grecs. La seva última funció va ser al març de 1953 a Syros. Marika Kotopouli va morir el 3 de setembre de 1954, a l'edat de 67 anys.
El 1990 amb l'ajuda i el suport de l'Associació d'actors grecs, la casa en la qual Kotopouli va créixer, va ser restaurada i convertida en el Museu Marika Kotopouli.
Zeta Makripoulia (nascuda el 1978) és una actriu, presentadora de televisió i DJ de ràdio. Després de nombroses aparicions en televisions i actuacions, va aconseguir la fama i la màxima audiència i l'aclamació de la critica amb l'èxit de la popular sèrie de televisió grega "Sto Para Pente" Makripoulis va fer aparició en tres produccions cinematogràfiques entre 2008 i 2010. La seva actuació al festival d'Eurovisió 2006 a Atenes, Grècia va ser difosa a una audiència mundial.

## Llocs d'interès
La metamorfosi que s'ha produït a Metaxurgio és deguda en bona part als esforços dels artistes individuals i als propietaris de petits negocis, les seves galeries, els seus petits teatres, i els restaurants, han ajudat a la creació de resurgiment artístic que ara caracteritza el barri. Mentres que els barris veïns Psirí i de Gazi van experimentar la renovació a partir de les noves lleis que animaven als establiments recreatius com clubs nocturns, bars i restaurants a obrir les portes en aquests llocs. El ressorgiment de Metaxurgio és degut en gran manera als esforços individuals dels següents negocis.
Galeries d'art
- Galeria Municipal d'Atenes - Inaugurada a finals de Juliol de 2010, aquesta galeria està situada en un edifici del S. XIX construït per Hans Christian Hansen.
- Galeria Rebecca Camhi - Oberta per primera vegada el 1995, aquesta galeria situada en un edifici neoclàssic del carrer Leonidou, presta especial atenció a exposicions d'art contemporani en les seves diferents manifestacions.
- The Breeder - Carrer Iasonos, número 45

Teatres
- Kunsthalle Athena - Un espai a l'aire lliure, ofereix als seus espectadors obres de teatre, música y performances. Està situat al número 28 del carrer Kerameikou.
- Metaxourghio - Un espai multidisciplinari que ofereix a més a més d'actuacions teatrals, un bar musical, i un restaurant. Està situat al carrer Akadimou número 16.
- Teatro Attis – Teatre contemporani, situat en el número 7 del carrer Leonidou.
- Synergeio - Teatre contemporani, situat al carrer Leonidou número 15.
- Theatro Tis Anixis – Carrer Germanikou número 20.

Arquitectura i art urbà
Un passeig a través de Metaxurgio descobreix la pujada, la caiguda i el ressorgiment de l'est del barri, a partir de la seva arquitectura i el seu art. Els carrers estrets i els carrerons de vianants ajuden a crear un ambient molt característic. Els edificis moderns grans i monòtons se situen al costat d'edificis abandonats que conserven encara algun detall neoclàssic. Alguns d'aquests s'han rehabilitat per obrir en ells nous restaurants i locals de moda. L'art urbà pot ser en qualsevol lloc, ja sigui a partir de les contribucions que artistes professionals han realitzat pel projecte ReMap2, o per la quantitat d'intervencions que artistes anònims han portat a terme als carrers d'aquest barri, donant-li frescor a les velles parets d'alguns edificis o creant noves experiències estètiques en zones verdes i diversos espais públics.
Altres punts d'interès
- Air Market - Obert cada dilluns al carrer Keramikós. Aquest gran mercat ofereix productes frescs de gran qualitat.

- China Town – Entre els carrers de Kolonou i Kolokynthos és possible trobar algunes botigues de comerços asiàtics que venen aliments, sabates o roba.

- Student Housing - Amb la finalitat de crear un espai estudiantil el carrer Marathonos número 34 es va portar a terme el 2010 un concurs arquitectònic per arquitectes menors de 35 anys.

## Galeria de fotografies

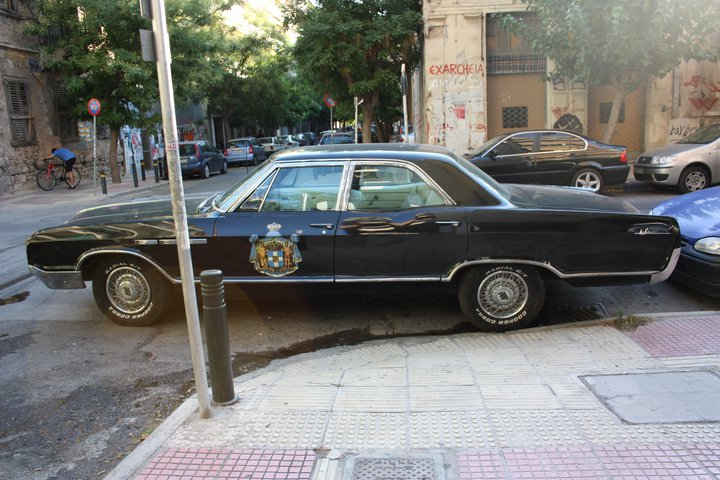
Cotxe clàssic al barri de Metaxurgio
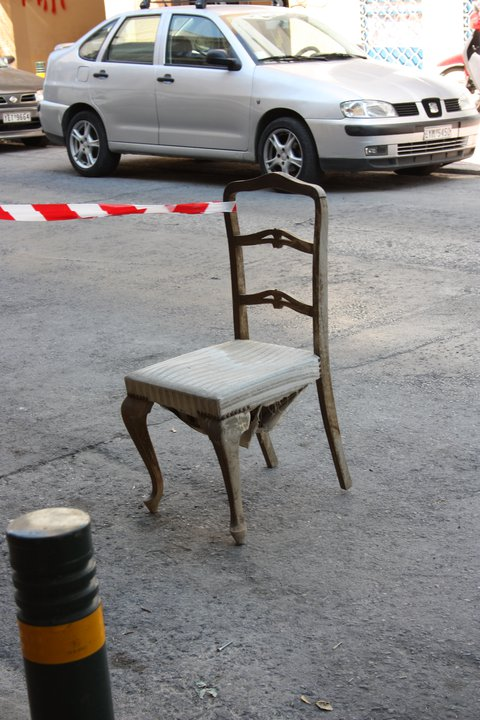
Cadira en mig del carrer
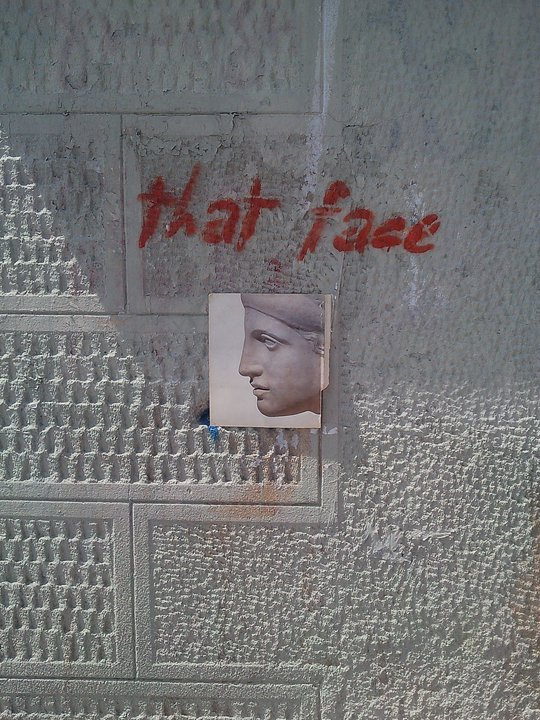
Art en una paret de un carrer del barri